# Rhodostemonodaphne velutina
Rhodostemonodaphne velutina är en lagerväxtart som först beskrevs av Carl Christian Mez, och fick sitt nu gällande namn av Madriñán. Rhodostemonodaphne velutina ingår i släktet Rhodostemonodaphne och familjen lagerväxter. Inga underarter finns listade i Catalogue of Life.